# Neurhermes (Hermes) maculipennis
Neurhermes (Hermes) maculipennis là một loài côn trùng trong họ Corydalidae thuộc bộ Megaloptera. Loài này được G. Gray in Cuvier miêu tả năm 1832.